# Sławomir Tułaczyk

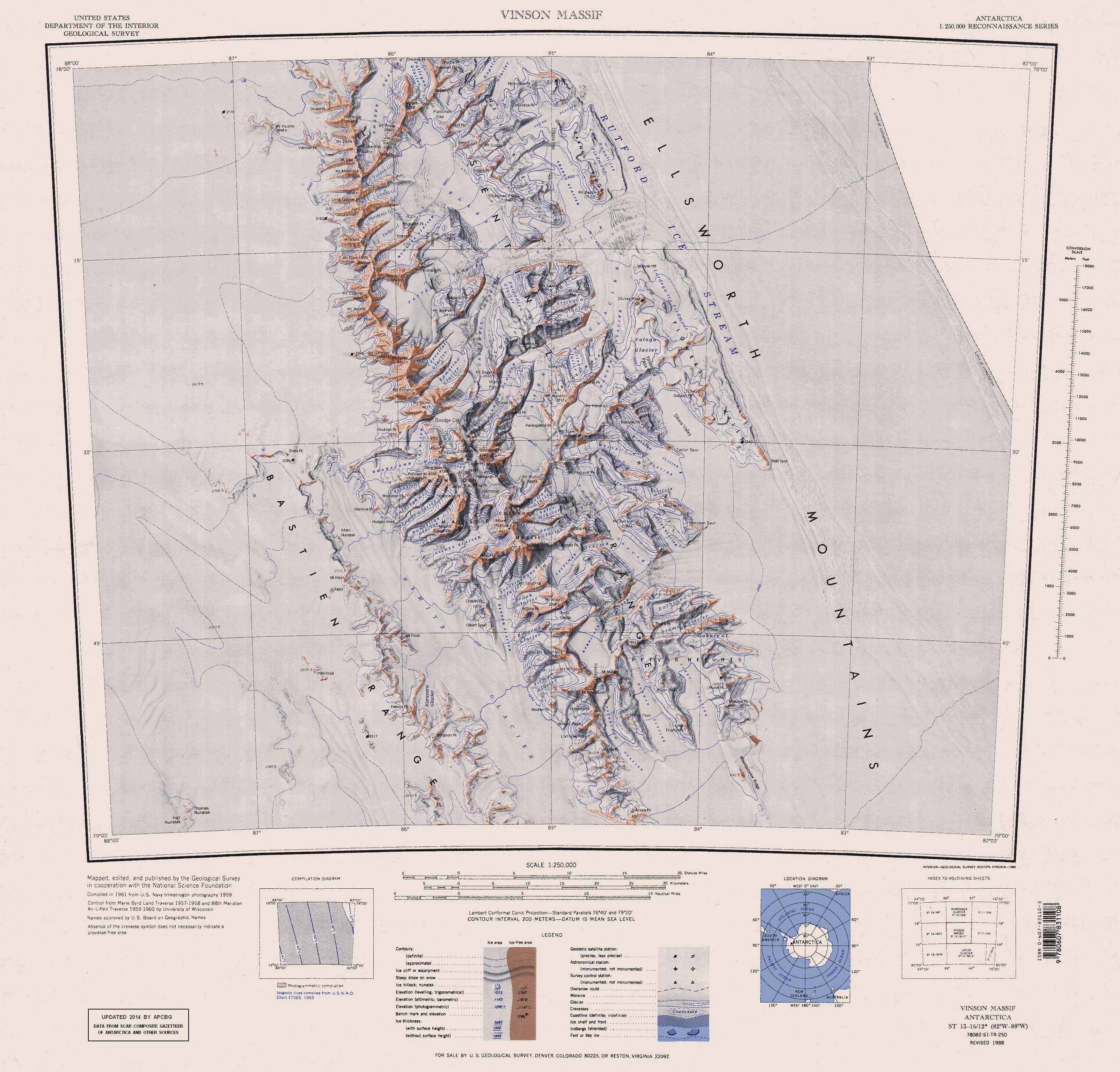
Mapa Gór Ellswortha

Sławomir Tułaczyk (ur. 25 października 1966 w Kamiennej Górze) – polski geograf, geomorfolog i glacjolog, autor i współautor licznych prac naukowych.

## Życiorys
W 1981 roku ukończył Szkołę Podstawową nr 2 w Kamiennej Górze, a następnie Liceum Ogólnokształcącego w Kamiennej Górze. W czasie nauki w liceum był laureatem Olimpiady Geograficznej w 1984 roku. W 1985 zdał egzamin maturalny i podjął studia na Uniwersytecie Wrocławskim na Wydziale Nauk Przyrodniczych w Instytucie Geograficznym, które ukończył w 1990. Pracę magisterską na temat Morfologia strukturalna okolic Mieroszowa napisał pod opieką profesora Alfreda Jahna.
W latach 1991–1993 kontynuował studia w Stanach Zjednoczonych na Uniwersytecie Północnego Illinois w DeKalb w zakresie geologii - College of Liberal Arts and Sciences, Department of Geology. Na zakończenie nauki napisał pracę Karst geomorphology and hydrogeology of the northeastern Yucatan Peninsula, Mexico - promotorem pracy był profesor Eugene C. Perry i uzyskał tytuł naukowy Master of Science.
W latach 1993–1998 kontynuował studia w zakresie geologii w Kalifornijskim Instytucie Technologicznym w Pasadenie – Division of Geological and Planetary Sciences, gdzie uzyskał tytuł naukowy doktora (ang. Ph.D.) za pracę doktorskę Basal mechanics and geologic record of ice streaming, West Antarctica której promotorami byli profesorowie Barclay Kamb i Ronald Scott.
Od 1999 roku jest pracownikiem naukowym i wykładowcą Uniwersytetu Kalifornijskiego, gdzie uzyskał stopień profesora (full professor).
Pracę naukową koncentruje przede wszystkim na badaniu lądolodu na Antarktydzie, Grenlandii i Islandii. Sześciokrotnie był współorganizatorem i uczestnikiem wypraw na Antarktydę. Od końca grudnia 2012 roku do początku lutego 2013 roku po raz siódmy uczestniczył i kierował badaniami naukowymi na Antarktydzie w ramach projektu naukowego Whillans Ice Stream Subglacial Access Research Drilling (WISSARD). Celem wyprawy było dokonanie odwiertu i pobranie próbek z podlodowego jeziora Whillansa, które znajduje się pod ok. 800 m pokrywą lodową.
Do jeziora udało się dotrzeć 27 stycznia 2013, a dzień później pobrano pierwsze próbki w których już w późniejszym czasie potwierdzono obecność żyjących w jeziorze bakterii.
W 2006 roku Advisory Committee on Antarctic Names (US-ACAN) w uznaniu zasług za wkład w badania naukowe nadał jednemu z lodowców w Górach Ellswortha, najwyższym paśmie górskim na Antarktydzie, nazwę Tulaczyk Glacier (szerokość geograficzna: 78.5833° S, długość geograficzna: 85.8833° W). Lodowiec ten znajduje się w obszarze najwyższego na Antarktydzie masywu górskiego – Masywu Vinsona.

## Publikacje
- Joughin I., Tulaczyk S., Fahnestock M. and Kwok R., 1996, A mini-surge on the Ryder glacier, Greenland, observed by satellite radar interferometry, Science, 274, p. 228-230.
- Tulaczyk S., Kamb B., Scherer R. and Engelhardt H.F, 1998, Sedimentary processes at the base of a West Antarctic ice stream: constraints from textural and compositional properties of subglacial debris, Journal of Sedimentary Research, 68, p. 487-496.
- Scherer R.P., Aldahan A., Tulaczyk S., Kamb B., Engelhardt H. and G. Possnert, 1998, Pleistocene collapse of the West Antarctic ice sheet, Science, 82, p. 82-85.
- Tulaczyk S., 1999, Ice sliding over weak, fine-grained tills: dependence of ice-till interactions on till granulometry, in Mickelson D.M. and  Attig J., eds., GSA Special Paper 337, Glacial Processes: Past and Modern: p. 159-177.
- Piotrowski J. and Tulaczyk S., 1999, Subglacial conditions under the last ice sheet in NW Germany: Ice-bed separation and enhanced basal sliding?, Quaternary Science Reviews, 18, p. 737-751.
- Tulaczyk S., Kamb, B., and H. Engelhardt, 2000, Basal mechanics of Ice Stream B. II. Plastic-undrained-bed model: Journal of Geophysical Research, 105, p. 483-494.
- Tulaczyk S., Kamb B. and Engelhardt H., 2000, Basal mechanics of Ice Stream B. I. Till mechanics, Journal of Geophysical Research, 105, p. 463-481.
- Tulaczyk, S., Kamb B. and Engelhardt H., 2001, Estimates of subglacial effective stresses from till preconsolidation and till void ratio, Boreas, 30, p. 101-114.
- Tulaczyk S., Scherer R.P. and Clark C.D., 2001, A ploughing model for the origin of weak tills beneath ice streams - a qualitative treatment, Quaternary International, 86, p. 59-70.
- Joughin I., and Tulaczyk S., 2002, Positive mass balance of Ross Ice Streams, West Antarctica, Science, 295, p. 476-480.
- Joughin I., Tulaczyk S., Bindschadler R.A. and Price S., 2002, Changes in West Antarctic ice stream velocities: observations and analysis, Journal of Geophysical Research, 107, Art. No. 2289.
- Gray L., Joughin I., Tulaczyk S., Spikes V.B., Bindschadler R. and Jezek K., 2005, Evidence for subglacial water transport in the West Antarctic ice sheet through three-dimensional satellite radar interferometry, Geophysical Research Letters, 32, Art. No. L03501.
- Howat I., Joughin I., Tulaczyk S. and Gogineni S.,  2005, Rapid retreat and acceleration of Helheim Glacier, east Greenland, Geophysical Research Letters, 32, Art. No. L22502.
- Tulaczyk S., 2006, Scale independence of till rheology, Journal of Glaciology, 52, 377-380.
- Lanoil B., Skidmore M., Priscu J., Han S., Foo W., Vogel S.W., Tulaczyk S. and H. Engelhardt, 2008, Bacteria beneath the West Antarctic Ice Sheet, Environmental Microbiology, v. 11, 609-615.
- Christoffersen P., Tulaczyk S., Wattrus N.J. et al., 2008, Large subglacial lake beneath the Laurentide Ice Sheet inferred from sedimentary sequences, Geology, v. 36, 563-566.